# أوينغسفيل
أوينغسفيل (بالإنجليزية: Owingsville, Kentucky)‏ هي مدينة تقع في مقاطعة باث، كنتاكي بولاية كنتاكي في وسط جنوب شرق الولايات المتحدة. تبلغ مساحة هذه المدينة 6.24 (كم²)، وترتفع عن سطح البحر 306 م، بلغ عدد سكانها 1530 نسمة في عام 2010 حسب إحصاء مكتب تعداد الولايات المتحدة وتصل الكثافة السكانية فيها 247.3 نسمة/كم2.

## التركيبة السكانية
حدّد مكتب تعداد الولايات المتحدة بيانات التركيبة السكانية لأوينغسفيل في تعداد الولايات المتحدة. في ما يلي، التركيبة السكانية حسب تعدادي 2000 و2010.

### تعداد عام 2000
بلغ عدد سكان أوينغسفيل 1,488 نسمة بحسب تعداد عام 2000، وبلغ عدد الأسر 659 أسرة وعدد العائلات 419 عائلة مقيمة في المدينة. في حين سجلت الكثافة السكانية 226.5 نسمة لكل كيلومتر مربع (586.6/ميل2). وبلغ عدد الوحدات السكنية 720 وحدة بمتوسط كثافة قدره 109.6 لكل كيلومتر مربع (283.9/ميل2).
وتوزع التركيب العرقي للمدينة بنسبة 95.23% من البيض و3.97% من الأمريكيين الأفارقة و0.13% من الأمريكيين الأصليين و0.67% من عرقين مختلطين أو أكثر و0.67% من الهسبانيون أو اللاتينيون من أي عرق.
بلغ عدد الأسر 659 أسرة كانت نسبة 30.8% منها لديها أطفال تحت سن الثامنة عشر تعيش معهم، وبلغت نسبة الأزواج القاطنين مع بعضهم البعض 41.7% من أصل المجموع الكلي للأسر، ونسبة 17.9% من الأسر كان لديها معيلات من الإناث دون وجود شريك،  بينما كانت نسبة 3.9% من الأسر لديها معيلون من الذكور دون وجود شريكة وكانت نسبة 36.4% من غير العائلات. تألفت نسبة 34.4% من أصل جميع الأسر من عدة أفراد يعيشون في نفس المنزل ونسبة 22.5% كانت تتألف من شخص يعيش بمفرده يبلغ من العمر 65 عاماً أو أكثر. وبلغ متوسط حجم الأسرة المعيشية 2.17، أما متوسط حجم العائلات فبلغ 2.73.
بلغ العمر الوسطي للسكان 42.8 عاماً. وكانت نسبة 21.2% من القاطنين تحت سن الثامنة عشر، وكانت نسبة 9.3% بين الثامنة عشر والرابعة والعشرين عاماً، ونسبة 22.6% كانت واقعةً في الفئة العمرية ما بين الخامسة والعشرين والرابعة والأربعين عاماً، ونسبة 20.5% كانت ما بين الخامسة والأربعين والرابعة والستين، ونسبة 22.4% كانت ضمن فئة الخامسة والستين عاماً فما فوق. يوجد لكل 100 أنثى 80.8 ذكر، ويوجد لكل 100 أنثى في الثامنة عشر من عمرها فما فوق 73.4 ذكر.
بلغ متوسط دخل الأسرة في المدينة 21,897 دولارًا، أما متوسط دخل العائلة فبلغ 34,167 دولارًا. وكان متوسط دخل الذكور 30,893 دولارًا مقابل 20,208 دولارًا للإناث. وسجل دخل الفرد الخاص بالمدينة 18,156 دولارًا. وكانت نسبة 23.3% من العائلات ونسبة 26.6% من السكان تحت خط الفقر، وكان من هؤلاء نسبة 42.9% تحت سن الثامنة عشر ونسبة 18.7% في الخامسة والستين من العمر وما فوق.

### تعداد عام 2010
بلغ عدد سكان أوينغسفيل 1,530 نسمة بحسب تعداد عام 2010، وبلغ عدد الأسر 670 أسرة وعدد العائلات 400 عائلة مقيمة في المدينة. في حين سجلت الكثافة السكانية 232.9 نسمة لكل كيلومتر مربع (603.2/ميل2). وبلغ عدد الوحدات السكنية 788 وحدة بمتوسط كثافة قدره 119.9 لكل كيلومتر مربع (310.5/ميل2).
وتوزع التركيب العرقي للمدينة بنسبة 92.22% من البيض و4.25% من الأمريكيين الأفارقة و0.52% من الأمريكيين الأصليين و0.13% من الأمريكيين ذوي الأصول الآسيوية و0.92% من الأعراق الأخرى و1.96% من عرقين مختلطين أو أكثر و1.90% من الهسبانيون أو اللاتينيون من أي عرق.
بلغ عدد الأسر 670 أسرة كانت نسبة 31.2% منها لديها أطفال تحت سن الثامنة عشر تعيش معهم، وبلغت نسبة الأزواج القاطنين مع بعضهم البعض 38.1% من أصل المجموع الكلي للأسر، ونسبة 19% من الأسر كان لديها معيلات من الإناث دون وجود شريك،  بينما كانت نسبة 2.7% من الأسر لديها معيلون من الذكور دون وجود شريكة وكانت نسبة 40.3% من غير العائلات. تألفت نسبة 38.2% من أصل جميع الأسر من عدة أفراد يعيشون في نفس المنزل ونسبة 21.8% كانت تتألف من شخص يعيش بمفرده يبلغ من العمر 65 عاماً أو أكثر. وبلغ متوسط حجم الأسرة المعيشية 2.21، أما متوسط حجم العائلات فبلغ 2.89.
بلغ العمر الوسطي للسكان 42.5 عاماً. وكانت نسبة 24.3% من القاطنين تحت سن الثامنة عشر، وكانت نسبة 7.2% بين الثامنة عشر والرابعة والعشرين عاماً، ونسبة 21.7% كانت واقعةً في الفئة العمرية ما بين الخامسة والعشرين والرابعة والأربعين عاماً، ونسبة 24.7% كانت ما بين الخامسة والأربعين والرابعة والستين، ونسبة 22.1% كانت ضمن فئة الخامسة والستين عاماً فما فوق. وتوزع التركيب الجنسي للسكان بنسبة 44.9% ذكور و55.1% إناث.

## أعلام
- فيرنون هاتون
- جون بيل هود
- دان سوارتز
- جون دونكان يونغ

## وصلات خارجية
- The US50 - Cities and Towns in Kentucky State